# 賀羅加波神社
賀羅加波神社（からかわじんじゃ）は、広島県三原市中之町にある神社。式内社で、旧社格は郷社。

## 祭神
現在の祭神は次の6柱。
- 天照大御神
- 素戔嗚尊
- 豊受比賣命
- 天太玉命
- 天宇受賣命
- 瀬織津比賣命

延長5年（927年）成立の『延喜式』神名帳での祭神の記載は1座。社名の「からかわ（賀羅加波）」は、和久良川が神社付近で伏流して「干川」と称させることに由来するといわれる。また「から」の音から朝鮮半島の渡来系集団の神社とする説もある。
神体は木像で勅願と伝わる。

## 歴史
創建は不詳。
延長5年（927年）成立の『延喜式』神名帳では、備後国御調郡に「賀羅加波神社」と記載され、式内社に列している（御調郡では唯一の式内社）。
『国郡志下調書出帳』によれば、小早川隆景の頃までは社領5・6町が近在したが、福島正則のときに没収されたという。また福島正則は鬼源兵衛に境内の楠の大木の伐採を命じ、伐採した鬼源兵衛の家族7人はその年のうちに死んだともいう。
明治維新後、明治6年（1873年）に近代社格制度において郷社に列している。

## 境内

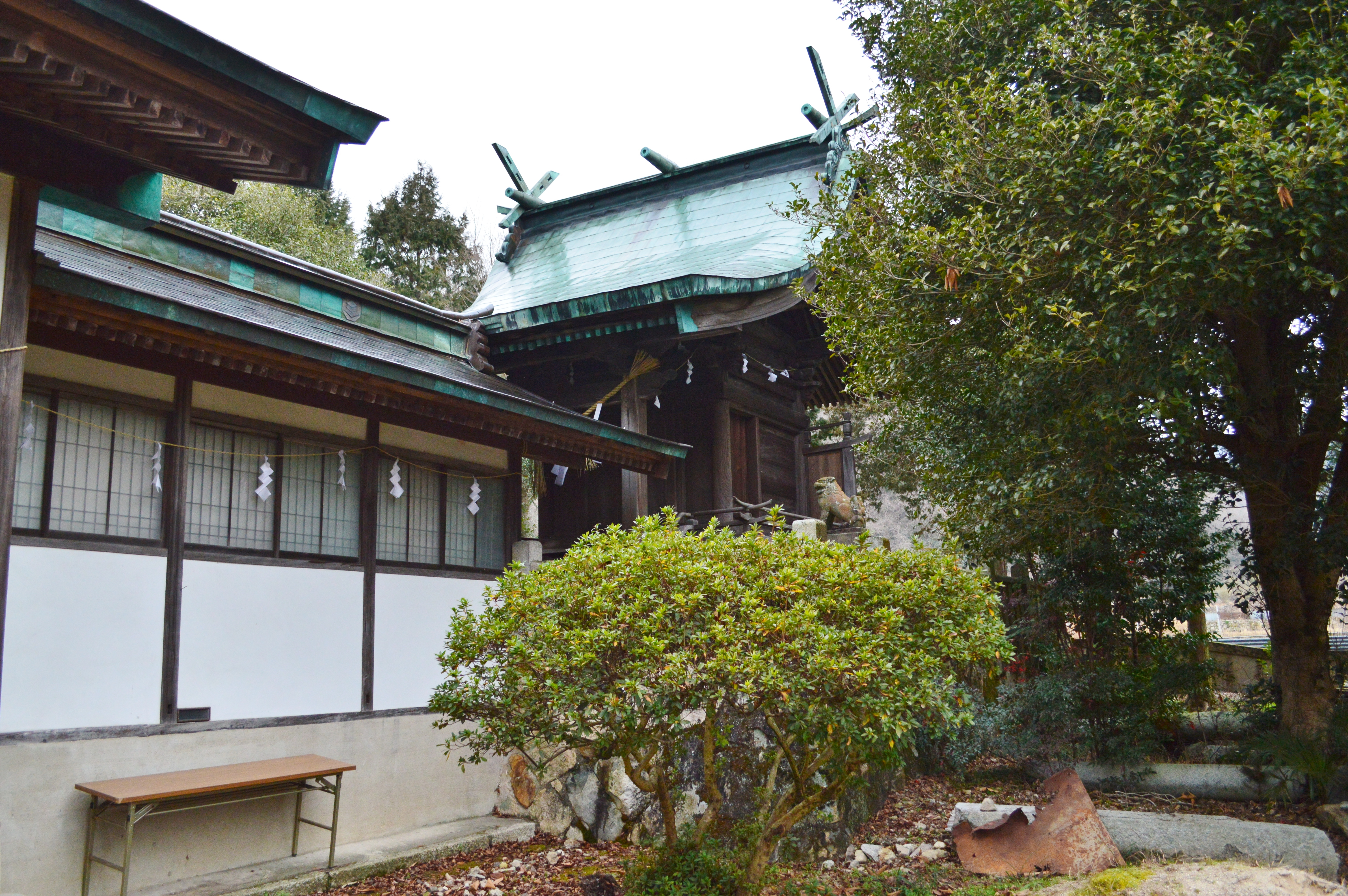
本殿
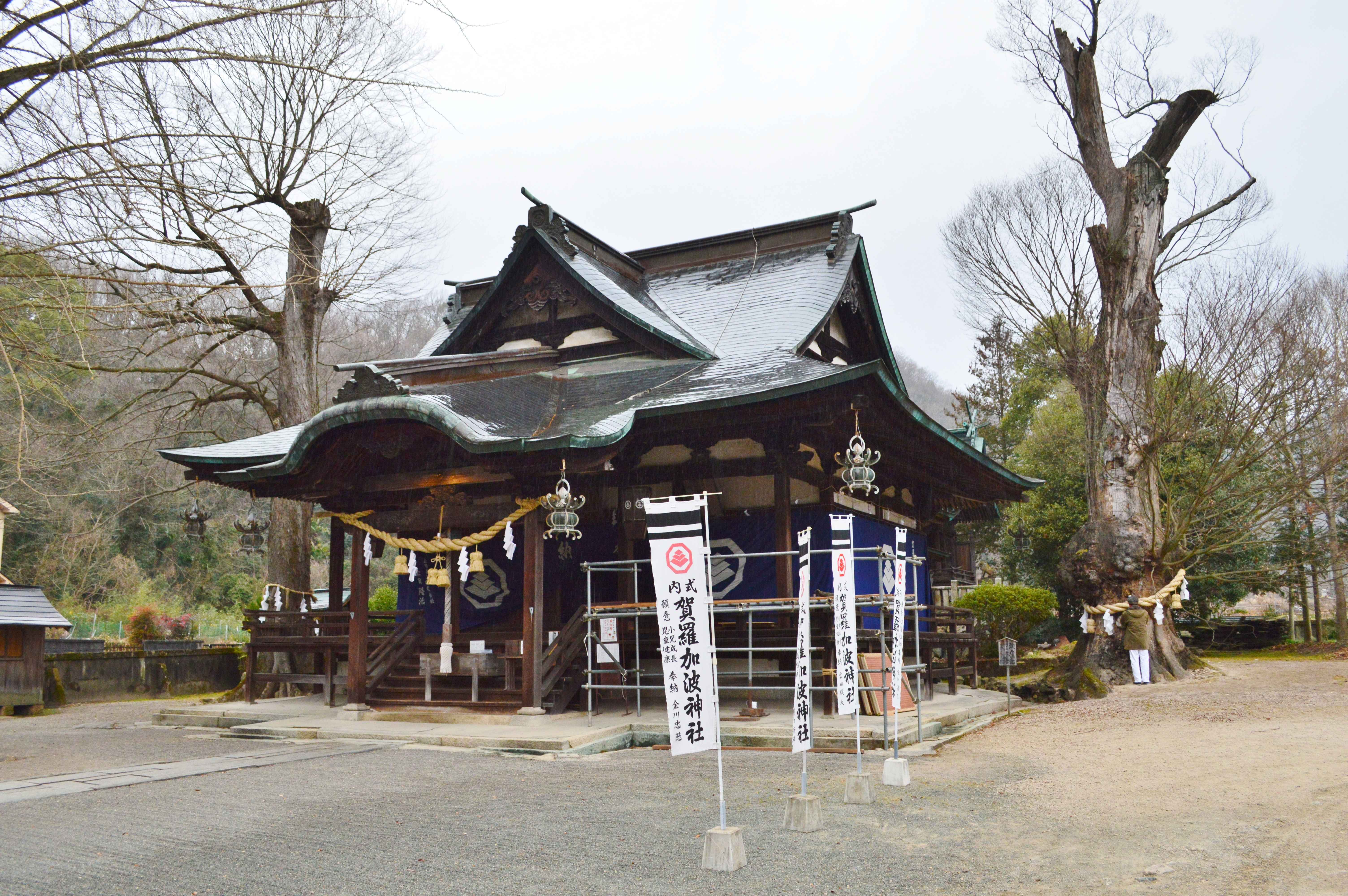
拝殿
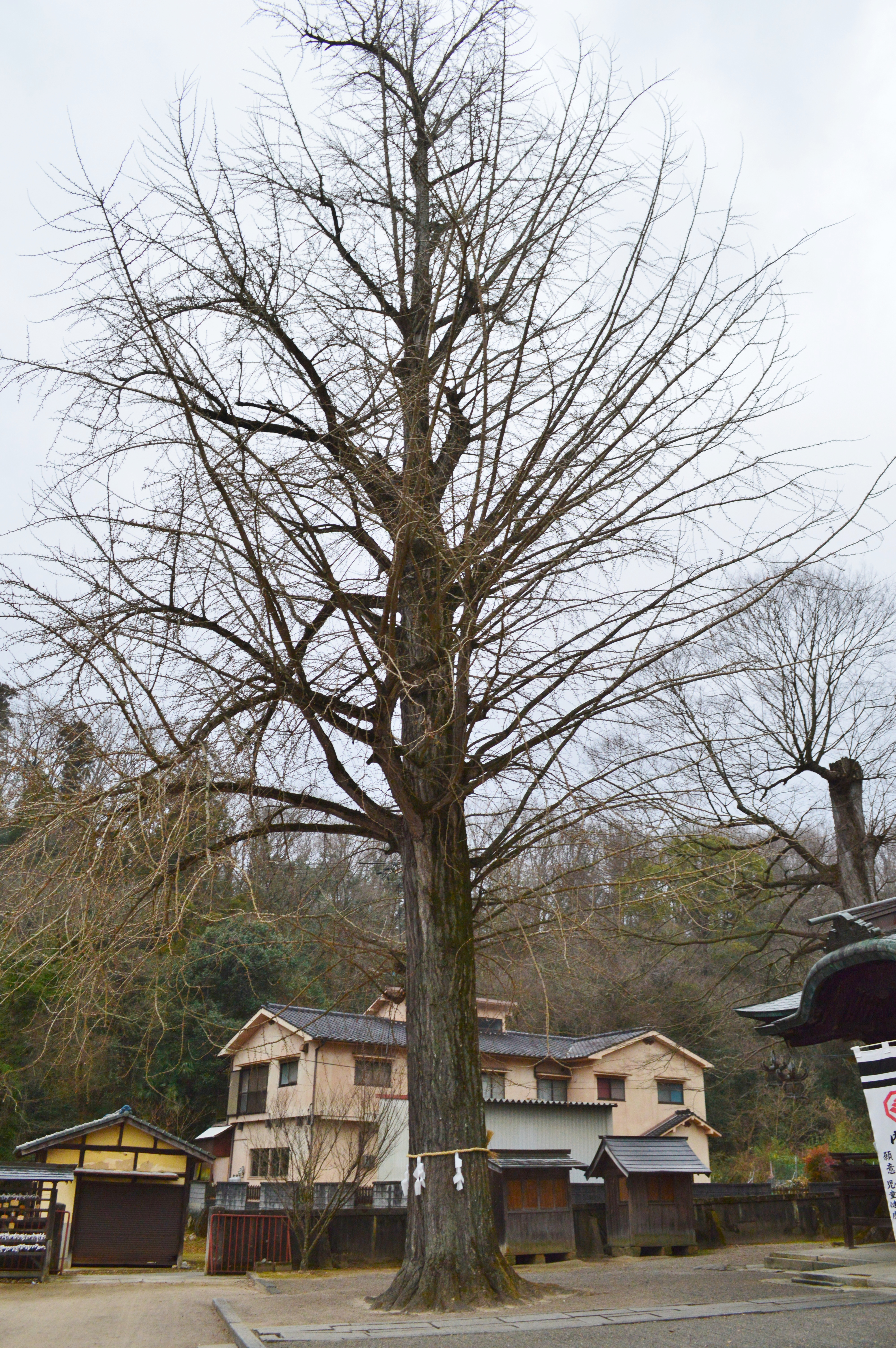
イチョウ（三原市指定天然記念物）

## 摂末社

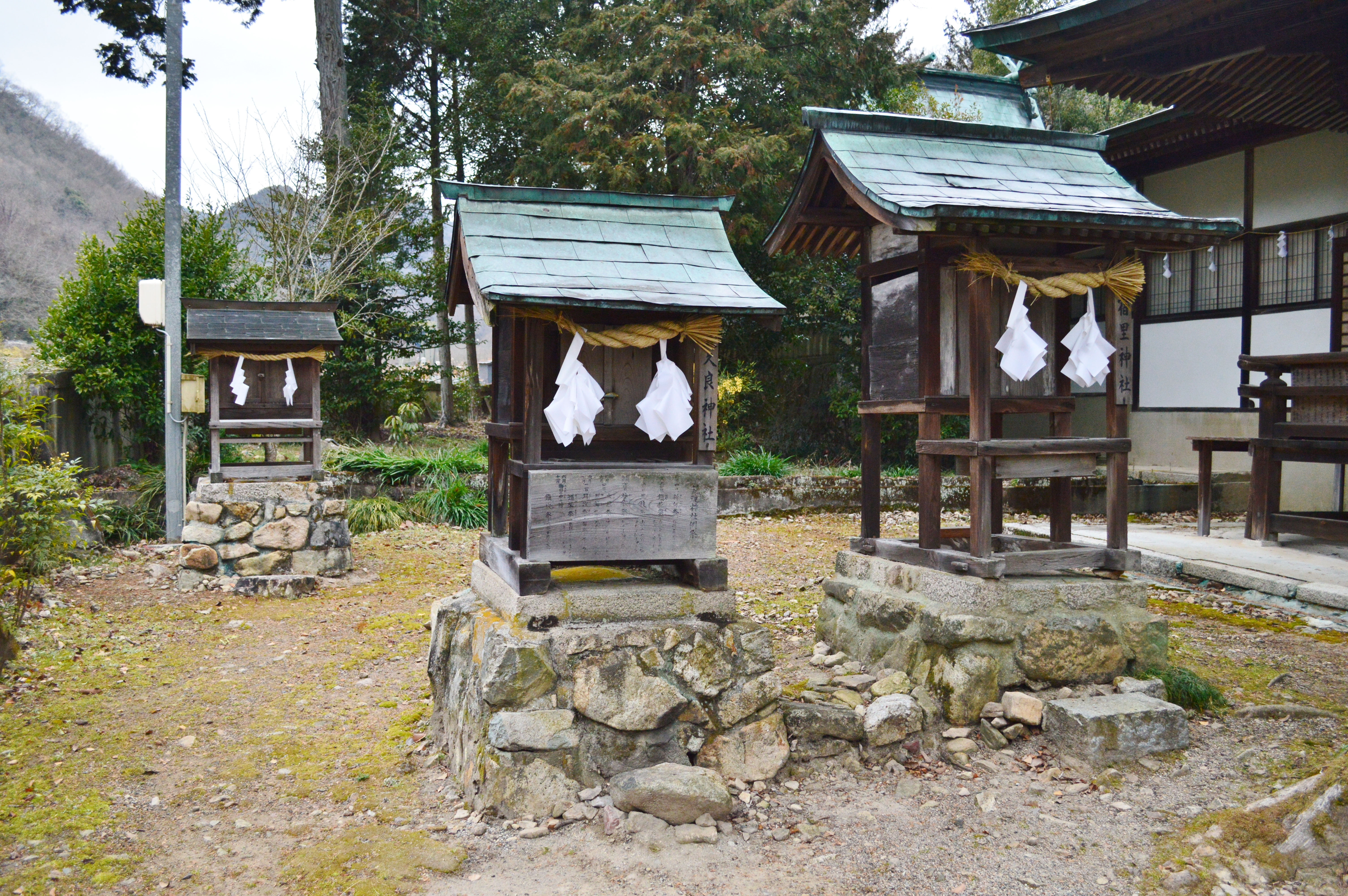
境内社

- 宿里神社 - 祭神：須佐之男命・蘇民将来命。
- 太久良神社 - 祭神：八百万大神。干川・定兼・光谷・常長・後山・蔵之内・重田・十一面・重政・大谷他の70余社の合祀。

## 祭事
賀羅加波神社で年間に行われる祭事は次の通り。
- 御日供祭（毎日）
- 月例祭（毎月1日・15日）
- 元旦祭（1月1日） - 新年諸祈願。
- 左義長祭・古神札御焚上祭（1月14日頃）
- 節分祭（2月3日） - 厄祓、茅の輪神事、飛射神事。
特殊神事の飛射神事について、『芸藩通志』では、梅の木で作った弓で鬼門の北東方向に向かって矢を射放ったのち鬼の字を記した的を射て、その後に参拝者が1矢ずつ射放つという[1]。
- 祈年祭（2月17日）
- 春例祭（4月第1日曜）
- 夏越の大祓（6月30日） - 茅の輪神事。
- 例大祭（10月体育の日）
- 新嘗祭（11月23日）
- 大祓・除夜祭・鎮花祭（12月31日）

## 文化財

### 三原市指定文化財
- 天然記念物
  - 賀羅加波神社のイチョウ - 胸高幹周4.16メートル、樹高33.6メートル。2013年（平成25年）2月20日指定[4]。